# Nationaal Park Los Katíos
Los Katíos is een nationaal park in het noordwesten van de Colombia, tegen de grens met Panama, met een oppervlakte van ongeveer 720 km². Het gebied ligt op een hoogte van 50 tot 600 meter en is deel van de Darién Gap, een dichtbeboste regio die Panama en Colombia delen. Het loopt in Panama over in het Nationaal Park Darién. Volgens de plannen voor de Pan-Amerikaanse weg zal deze door of vlak langs het gebied gaan lopen. Het park werd in 1994 uitgeroepen tot werelderfgoed op grond van de diversiteit van de fauna en flora. Het park telt meer dan 25% van alle vogelsoorten in Colombia, hoewel het slechts 1% van het Colombiaanse landoppervlakte beslaat.
De topografie van Los Katíos is vrij divers, met lage heuvels, bossen en natte vlaktes. De twee grootste delen van het park zijn het Serranía del Darién-gebergte in het westen en de rivier de Atrato en zijn overstromingsgebieden in het oosten.
Wegens wanbeheer kwam het park in 2009 op de lijst met bedreigd werelderfgoed terecht. Dankzij een beter beheer en maatregelen tegen de illegale ontbossing en overbevissing werd het in 2015 weer van de lijst gehaald.